# Feldis/Veulden
Feldis/Veulden est une localité et une ancienne commune suisse du canton des Grisons.
Depuis le 1er janvier 2009, elle fait partie de la commune de Tumegl/Tomils

Photo aérienne prise par Walter Mittelholzer (1925)

## Notes et références

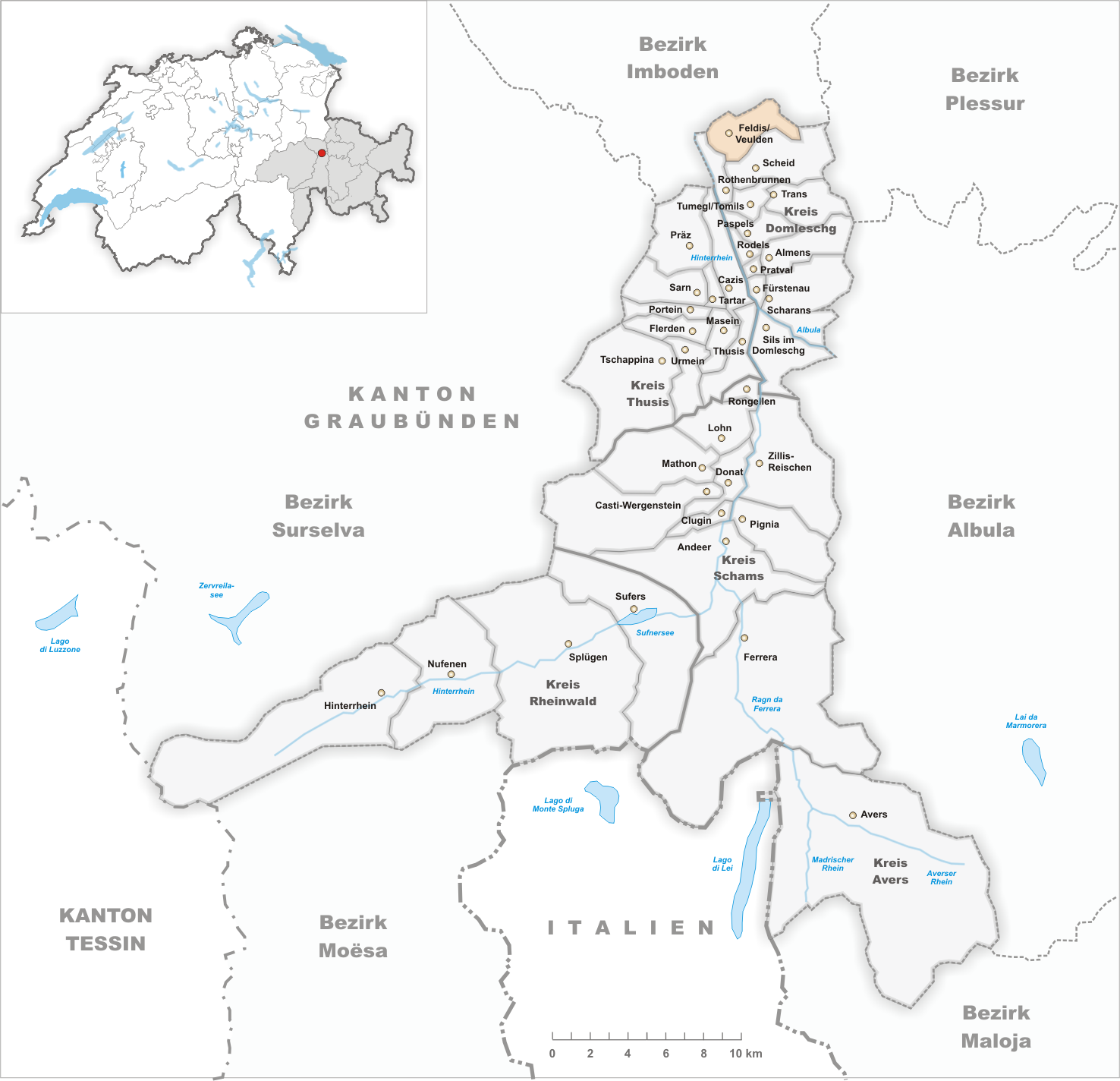
Territoire de l'ancienne commune de Feldis/Veulden